# MG France
MG France est le nom usuel de la Fédération française des médecins généralistes, c'est un syndicat français de médecins généralistes.

## Historique
MG France est créé en 1986 par le Docteur Richard  Bouton. Il est issu d'une scission des généralistes autonomistes de la CSMF. Il est l'héritier du Mouvement d'Action Généraliste.

## Missions
Il est l'un des 4 syndicats signataires de la convention médicale.

## Représentativité
MG France est reconnu représentatif en 1989.
MG France est redevenu aux dernières élections professionnelles 2006 le 1er syndicat de médecins généralistes français, avec 31,39 % des voix, contre 25,82 % pour la CSMF.

## Thématiques
- Médecine générale
- Médecin traitant
- Soins non programmés
- Santé numérique
- ROSP
- Nomenclature générale des actes professionnels
- Prise de rendez-vous en ligne[4]